# Shahrestān-e Kāshmar
Shahrestān-e Kāshmar (persiska: شهرستان كاشمر, كاشمر) är en delprovins (shahrestan) i Iran.   Den ligger i provinsen Razavikhorasan, i den nordöstra delen av landet, 600 km öster om huvudstaden Teheran.
Delprovinsen hade 168 664 invånare 2016.